# 林蜂鸟属
林蜂鸟属（学名：Chaetocercus）是蜂鸟科吸蜜蜂鸟族的一个属. 学名来自希腊语khaitē（意为头发）及kerkos（意为尾）。该属包含以下物种：
- 白腹林蜂鸟（Chaetocercus mulsant）
- 小林蜂鸟（Chaetocercus bombus）
- 粉髯林蜂鸟（Chaetocercus heliodor）
- 圣马林蜂鸟（Chaetocercus astreans）
- 埃斯林蜂鸟（Chaetocercus berlepschi）
- 棕尾林蜂鸟（Chaetocercus jourdanii）